# Roger Taylor (tennis)
Pour les articles homonymes, voir Roger Taylor (homonymie) et Taylor.
Roger Taylor, né le 14 octobre 1941 à Sheffield, est un ancien joueur de tennis professionnel britannique.
Après la fin de sa carrière de joueur, il a été capitaine de l'équipe britannique de Coupe Davis.
En quart de finale de Wimbledon 1973, Roger Taylor a demandé à l'arbitre de chaise de remettre sa balle de match, contestée par le jeune Björn Borg ; l'arbitre a fait rejouer le point et Taylor a finalement gagné la rencontre.

## Parcours dans les tournois duGrand Chelem

### En simple
| Année | Open d'Australie | Open d'Australie | Internationaux de France | Internationaux de France | Wimbledon       | Wimbledon      | US Open        | US Open      | Open d'Australie | Open d'Australie |
| ----- | ---------------- | ---------------- | ------------------------ | ------------------------ | --------------- | -------------- | -------------- | ------------ | ---------------- | ---------------- |
| 1960  | —                | —                | —                        | —                        | 1er tour (1/64) | R. Haillet     | —              | —            | n.o.             | n.o.             |
| 1961  | —                | —                | —                        | —                        | 1/8 de finale   | R. Emerson     | 2e tour (1/32) | R. Fisher    | n.o.             | n.o.             |
| 1962  | 1/8 de finale    | N. Fraser        | 1er tour (1/64)          | G. Pilet                 | 1/8 de finale   | K. Fletcher    | —              | —            | n.o.             | n.o.             |
| 1963  | 1/8 de finale    | J. Fraser        | 3e tour (1/16)           | J. Javorský              | 1/8 de finale   | F. Froehling   | 1/8 de finale  | R. Barnes    | n.o.             | n.o.             |
| 1964  | 1/8 de finale    | M. Mulligan      | 1er tour (1/64)          | R. Barnes                | 1er tour (1/64) | J. Mukerjea    | 1/4 de finale  | C. McKinley  | n.o.             | n.o.             |
| 1965  | —                | —                | 1er tour (1/64)          | M. Holeček               | 3e tour (1/16)  | N. Pietrangeli | 2e tour (1/32) | T. Koch      | n.o.             | n.o.             |
| 1966  | 1/8 de finale    | J. Newcombe      | 1er tour (1/64)          | A. Metreveli             | 1er tour (1/64) | A. Metreveli   | —              | —            | n.o.             | n.o.             |
| 1967  | —                | —                | —                        | —                        | 1/2 finale      | W. Bungert     | 2e tour (1/32) | J. McManus   | n.o.             | n.o.             |
| 1968  | —                | —                | —                        | —                        | 2e tour (1/32)  | O. Parun       | 3e tour (1/16) | C. Graebner  | n.o.             | n.o.             |
| 1969  | 2e tour (1/16)   | R. Moore         | 1er tour (1/64)          | M. Holeček               | 2e tour (1/32)  | K. Rosewall    | 1/8 de finale  | F. Stolle    | n.o.             | n.o.             |
| 1970  | 1/2 finale       | D. Crealy        | —                        | —                        | 1/2 finale      | K. Rosewall    | 3e tour (1/16) | M. Santana   | n.o.             | n.o.             |
| 1971  | 1/8 de finale    | R. Lutz          | 1er tour (1/64)          | J. Cooper                | 2e tour (1/32)  | C. Richey      | 1/8 de finale  | T. Okker     | n.o.             | n.o.             |
| 1972  | —                | —                | —                        | —                        | —               | —              | 2e tour (1/32) | I. Năstase   | n.o.             | n.o.             |
| 1973  | —                | —                | 1/4 de finale            | I. Năstase               | 1/2 finale      | J. Kodeš       | 2e tour (1/32) | J. Alexander | n.o.             | n.o.             |
| 1974  | —                | —                | —                        | —                        | 1er tour (1/64) | D. Crealy      | 2e tour (1/32) | R. Tanner    | n.o.             | n.o.             |
| 1975  | —                | —                | 3e tour (1/16)           | B. Gottfried             | 1er tour (1/64) | J. Fillol      | 2e tour (1/32) | J. Connors   | n.o.             | n.o.             |
| 1976  | —                | —                | 1er tour (1/64)          | E. Van Dillen            | 1er tour (1/64) | S. Menon       | —              | —            | n.o.             | n.o.             |
| 1977  | —                | —                | —                        | —                        | 1er tour (1/64) | R. Ruffels     | —              | —            | —                | —                |
| 1978  | n.o.             | n.o.             | —                        | —                        | 1er tour (1/64) | C. Dowdeswell  | —              | —            | —                | —                |
| 1979  | n.o.             | n.o.             | —                        | —                        | 1er tour (1/64) | G. Vilas       | —              | —            | —                | —                |
| 1980  | n.o.             | n.o.             | —                        | —                        | 1er tour (1/64) | T. Rocavert    | —              | —            | —                | —                |

N.B. : à droite du résultat se trouve le nom de l'ultime adversaire.

### En double
| Année | Open d'Australie          | Open d'Australie       | Internationaux de France   | Internationaux de France | Wimbledon                  | Wimbledon            | US Open                   | US Open                 | Open d'Australie | Open d'Australie |
| ----- | ------------------------- | ---------------------- | -------------------------- | ------------------------ | -------------------------- | -------------------- | ------------------------- | ----------------------- | ---------------- | ---------------- |
| 1968  | —                         | —                      | —                          | —                        | 1/4 de finale C. Drysdale  | R. Emerson R. Laver  | 1/4 de finale C. Drysdale | R. Lutz S. Smith        | n.o.             | n.o.             |
| 1969  | 1/8 de finale M. Anderson | B. Bowrey R. Ruffels   | 2e tour (1/32) C. Drysdale | A. Gardiner Hammond      | 1/4 de finale C. Drysdale  | R. Emerson R. Laver  | 1/8 de finale C. Drysdale | C. Pasarell D. Ralston  | n.o.             | n.o.             |
| 1970  | 1/8 de finale T. Okker    | J. Bartlett G. Masters | —                          | —                        | 1/8 de finale C. Drysdale  | I. Năstase I. Țiriac | 2e tour (1/16) A. Gimeno  | K. Rosewall F. Stolle   | n.o.             | n.o.             |
| 1971  | 1er tour (1/16) A. Gimeno | D. Crealy D. Stone     | —                          | —                        | 2e tour (1/16) A. Gimeno   | M. Cox G. Stilwell   | Victoire Newcombe         | S. Smith Van Dillen     | n.o.             | n.o.             |
| 1972  | —                         | —                      | —                          | —                        | —                          | —                    | Victoire C. Drysdale      | O. Davidson Newcombe    | n.o.             | n.o.             |
| 1973  | —                         | —                      | 1/8 de finale C. Drysdale  | J. McManus A. Pattison   | 1/4 de finale P. Curtis    | D. Lloyd J. Paish    | —                         | —                       | n.o.             | n.o.             |
| 1974  | —                         | —                      | —                          | —                        | 2e tour (1/16) R. Maud     | Newcombe T. Roche    | 1/8 de finale Metreveli   | J. Alexander M. Riessen | n.o.             | n.o.             |
| 1975  | —                         | —                      | —                          | —                        | 1/8 de finale M. Cox       | C. Dibley T. Roche   | 1er tour (1/32) Metreveli | W. Fibak J. Kodeš       | n.o.             | n.o.             |
| 1976  | —                         | —                      | —                          | —                        | 1er tour (1/32) B. Mottram | E. Ewert C. Kachel   | —                         | —                       | n.o.             | n.o.             |
| 1977  | —                         | —                      | —                          | —                        | 1er tour (1/32) J. Feaver  | B. Martin O. Parun   | —                         | —                       | —                | —                |
| 1978  | n.o.                      | n.o.                   | —                          | —                        | 2e tour (1/16) B. Mottram  | Newcombe T. Roche    | —                         | —                       | —                | —                |

N.B. : le nom du ou de la partenaire se trouve sous le résultat ; le nom des ultimes adversaires se trouve à droite.